# Eryngium phyteumae
Eryngium phyteumae là một loài thực vật có hoa trong họ Hoa tán. Loài này được F.Delaroche mô tả khoa học đầu tiên năm 1808.